# راؤول غونزاليس (لاعب كرة قدم)
راؤول غونزاليس (بالإسبانية: Raúl Isaac González)‏ هو لاعب كرة قدم تشيلي في مركز الدفاع، ولد في 2 ديسمبر 1956 في فالبارايسو في تشيلي. شارك مع منتخب تشيلي لكرة القدم. أما مع النوادي، فقد لعب مع سانتياغو واندررز وموروكا سوالوز ونادي بالستينو.

## وصلات خارجية
- راؤول غونزاليس (لاعب كرة قدم) على موقع ناشيونال فوتبول تيمز (الإنجليزية)
- راؤول غونزاليس (لاعب كرة قدم) على موقع عالم كرة القدم.نت (الإنجليزية)